# Agape (Lantlôs-album)
 For alternative betydninger, se Agape (flertydig). (Se også artikler, som begynder med Agape)
Agape er det tredje album fra det tyske black metal/post-rock-band Lantlôs. Det blev udgivet i oktober 2011. Albummet udkom også i en collector's edition, som indeholdt to ekstra cd'er - en med bonusnumre og en med instrumentale demoer.

## Spor
| Nr. | Titel                         | Længde |
| --- | ----------------------------- | ------ |
| 1.  | "Intrauterin"                 | 09:49  |
| 2.  | "Bliss"                       | 07:56  |
| 3.  | "Bloody Lips & Paper Skin"    | 04:57  |
| 4.  | "You Feel Like Memories"      | 04:31  |
| 5.  | "Eribo - I Collect the Stars" | 08:20  |